# Ruth Morley
Ruth Morley (* 19. November 1925 in Wien als Ruth Miriam Birnholz; † 12. Februar 1991 in New York City) war eine US-amerikanische Kostümdesignerin österreichischer Herkunft. Morley wirkte gleichermaßen am Theater und bei Filmproduktionen.

## Leben und Werk
Ruth Morley wurde 1925 als Kind jüdischer Eltern in Wien geboren. 1939 wurde sie mit einem Kindertransport nach England geschickt, ein Jahr später kam sie in Amerika an. Nach dem Schulabschluss studierte sie zunächst Malerei und stand nebenbei Modell für verschiedene Künstler. Sie begann, als Bühnenmalerin in New York zu arbeiten, wurde aber von der Kostümdesignerin Rose Bogdonoff entdeckt und ausgebildet. Morley entwarf zunächst Kleider für Aufführungen am Tamiment Theatre und an der New York City Opera. Ab 1950 war sie 38 Jahre lang am Broadway tätig. Neben ihrer Tätigkeit am Theater arbeitete Morley ab Ende der 1950er Jahre auch für Filmproduktionen. Ihre Entwürfe für die Filmbiografie der taubblinden Schriftstellerin Helen Keller, Licht im Dunkel, wurden 1963 für den Academy Award für das „Beste Kostümdesign“ nominiert. Für den Film Tootsie erhielt Morley 1983 eine Nominierung für den British Academy Film Award.
Morley, Mutter zweier Töchter, starb 1991 an den Folgen einer Krebserkrankung. Ihre Tochter Melissa Hacker veröffentlichte 1996 den Dokumentarfilm My Knees Were Jumping: Remembering the Kindertransports, für den sie sowohl auf Erinnerungen Morleys zurückgriff, als auch Filmaufnahmen ihrer Mutter verwendete.
Die League of Professional Theatre Women verleiht seit 1998 den Ruth Morley Designing Woman Award.

## Filmografie (Auswahl)
- 1958: Never Love a Stranger
- 1961: Haie der Großstadt (The Hustler)
- 1962: Licht im Dunkel (The Miracle Worker)
- 1964: Lilith
- 1965: Tausend Clowns (A thousand Clowns)
- 1968: The Brotherhood
- 1970: Tagebuch eines Ehebruchs (Diary of a Mad Housewife)
- 1972: Vier schräge Vögel (The Hot Rock)
- 1973: Kojak – Einsatz in Manhattan (Kojack) (Fernsehserie)
- 1977: Der Stadtneurotiker (Annie Hall)
- 1979: Kramer gegen Kramer (Kramer vs. Kramer)
- 1982: Tootsie
- 1985: Tod eines Handlungsreisenden (Death of a Salesman)
- 1989: Winter People – Wie ein Blatt im Wind (Winter People)
- 1989: Das Traum-Team (The Dream Team)
- 1989: Die Glücksjäger (See No Evil, Hear No Evil)
- 1990: Ghost – Nachricht von Sam (Ghost)
- 1991: Herr der Gezeiten (The Prince Of Tides)